# Me Love
Me Love – drugi singel promujący płytę Seana Kingstona pt. Sean Kingston. Został wydany 31 lipca 2007, nagrany przez wytwórnię Sony Music.

## Pochodzenie
Jest to cover utworu grupy rockowej Led Zeppelin, D’yer Mak’er. W wykonaniu Led Zeppelin również jest to utwór z gatunku reggae. Utwór ukazał się na albumie Houses of the Holy (piątym z kolei) wydanym w 1973.

## Lista utworów
Cd Single
1. Me Love (Album Version), 3:22
2. Me Love (A Capella), 3:21
3. Me Love (Instrumental), 3:17

UK CD single
1. Me Love (Album Version), 3:22
2. No Woman, No Cry (cover Boba Marleya), 3:44